# 15938 Bohnenblust
15938 Bohnenblust este un asteroid din centura principală de asteroizi.

## Descriere
15938 Bohnenblust este un asteroid din centura principală de asteroizi. A fost descoperit pe 27 decembrie 1997 la Prescott (Arizona) de Paul G. Comba. Asteroidul prezintă o orbită caracterizată de o semiaxă mare de 2,45 ua, o excentricitate de 0,21 și o înclinație de 11,9° în raport cu ecliptica.